# Eufloria
Eufloria (також відома як Dyson, в неофіційній українській версії — Ейфло́рія) — відеогра жанру стратегії в реальному часі, створена незалежною групою розробників і яка розповсюджується через інтернет-сервіс Steam. Основна ідея гри побудована на використанні гіпотезі англійського фізика Фрімена Дайсона про те, що особливі рослини (названі дайсонівськими деревами) можуть зберігатись на кометах і таким чином розносити життя по Всесвіту.

## Ігровий процес

Атака на ворожий астероїд

Eufloria, як і більшість подібних ігор створених незалежними розробниками (DEFCON, Braid тощо) має експериментальну ігрову механіку. Кожен рівень гри являє собою абстрактний регіон космосу, заповнений круглими астероїдами. Гравець, отримавши на початку гри один або декілька астероїдів у володіння, повинен захопити решту астероїдів, які є на карті. Для цього необхідно проростити там дайсонівське дерево, витративши стартовий запас зернят. Коли дерево проростає, воно автоматично дає нові зернята, які гравець може спрямовувати до інших астероїдів.
Кожен астероїд володіє характеристиками, які визначають характеристики зернят: енергія (стійкість), бойова сила та швидкість руху. Переважно зернята мають перевагу в якомусь одному аспекті, а родючі астероїди, врожай з яких розвинений за всіма характеристиками, рідкісні. Один астероїд може підтримувати обмежену кількість дерев. Навколо астероїдів поширюється зона впливу, що визначає на скільки далеко від нього можна відлетіти. На деяких рівнях ростуть ворожі дерева, які слід знищити разом з їхніми зернятами. Після цього частина зернят жертвується на те, щоб проникнути в ядро астероїда, тим самими взявши його під контроль. Володіння астероїдом виражається в рівні енергії ядра, що падає невдовзі після захоплення і поступово відновлюється до максимуму. Атака зернят відбувається автоматично, зброєю слугують абстрактні промені, що вражають ворогів на невеликій дистанції. Спеціальні дерева крім того вирощують зернята-міни, котрі атакують найближчих ворогів і вибухають, гинучи самі. Зрідка на деревах виростає квітка, котра може створити посилені версії звичайних і мінних дерев. Так, посилене звичайне створює дуже сильні зернята, а мінне — лазерні міни, котрі на відстані атакують одночасно кілька цілей. На засаджених астероїдах виростає терраформаційне дерево. Жертвуючи йому зернята, гравець може підвищити характеристики астероїда.
Після проходження сюжетної кампанії (або розблокування вручну) відкривається режим «Темна матерія», що складається з низки рівнів підвищеної складності, виконаних в темних тонах. Крім того гравець може позмагатися зі штучним інтелектом у режимі «Сутички» в окремих сценаріях.

## Сюжет
Гравець керує переміщеннями зернят дайсонівських дерев, створених головним Материнським деревом. Воно прагне знайти інші колонії дерев, впевнене, що це поверне їхніх творців Сіятелів. Знаходячи колонії, Материнське дерево виявляє сірі дерева, що атакують їх. Материнське дерево захоплює родючі астероїди, впроваджує нові можливості та вирощує флоти зернят і береться знищувати сірих, заразом рятуючи дружні колонії. На заваді стає інша могутня колонія, що атакує володіння Материнського дерева. Як виявляється, вона вирощує сірі дерева як зброю, попри те, що сірі загрожують і їй також. Стурбоване тим, що Сіятелів образить спотворення природи дерев, Материнське дерево відшукує центр поширення сірих і знищує його.

## Локалізація
У сервісі Steam пропонується шість мовних версій: англійську, іспанську, німецьку, французьку, нідерландську та італійську.